# Колома (містечко, Вісконсин)
Колома (англ. Coloma) — місто (англ. town) в США, в окрузі Вошара штату Вісконсин. Населення — 730 осіб (2020).

## Демографія
Згідно з переписом 2010 року, у місті мешкали 753 особи в 321 домогосподарстві у складі 206 родин. Було 561 помешкання
Расовий склад населення:
| - 97,1 % — білих - 1,6 % — азіатів - 0,3 % — корінних американців - 0,1 % — чорних або афроамериканців |

До двох чи більше рас належало 0,3 %. Частка іспаномовних становила 1,1 % від усіх жителів.
За віковим діапазоном населення розподілялося таким чином: 18,5 % — особи молодші 18 років, 59,1 % — особи у віці 18—64 років, 22,4 % — особи у віці 65 років та старші. Медіана віку мешканця становила 49,1 року. На 100 осіб жіночої статі у місті припадало 109,7 чоловіків;  на 100 жінок у віці від 18 років та старших — 112,5 чоловіків також старших 18 років.
Середній дохід на одне домашнє господарство  становив 62 790 доларів США (медіана — 50 417), а середній дохід на одну сім'ю — 76 002 долари (медіана — 58 958). Медіана доходів становила 46 641 долар для чоловіків та 30 625 доларів для жінок. За межею бідності перебувало 10,2 % осіб, у тому числі 32,3 % дітей у віці до 18 років та 8,1 % осіб у віці 65 років та старших.
Цивільне працевлаштоване населення становило 262 особи. Основні галузі зайнятості: виробництво — 22,5 %, освіта, охорона здоров'я та соціальна допомога — 14,9 %, сільське господарство, лісництво, риболовля — 14,1 %.